# Georg Backman
Seth Georg Wilhelm Backman, född den 2 november 1871 i Romfartuna församling, Västmanlands län, död den 26 maj 1947 i Borås, var en svensk militär. Han var far till Stig Backman.
Backman blev underlöjtnant vid Västmanlands regemente 1894, löjtnant där 1896 och kapten 1906. Han genomgick Krigshögskolan 1898–1900, var adjutant där 1902–1904 och hos inspektören för militärläroverken 1904–1907, befälhavare för Infanteriets officersvolontärskola 1908–1910, kompanichef vid Krigsskolan 1911–1915 och ledamot av krigsbefälet 1913. Backman befordrades till major i armén 1915, vid Gotlands infanteriregemente 1916, vid Älvsborgs regemente 1918, och till överstelöjtnant. vid Jämtlands fältjägarregemente 1922, i reserven samma år. Han  var sekreterare hos Västergötlands och Norra Hallands handelskammare 1923–1940, inspektor för Borås arbetsförenings föreläsningsförening 1923–1931, vice distriktsordförande inom Röda Korset 1925–1935, distriktsordförande 1935–1940, sekreterare hos Boråskretsen av Sveriges textilindustriförbund från 1928, hos Borås fabriksförening från 1930 och ordförande i Borås lokalavdelning av Riksföreningen för svenskhetens bevarande i utlandet 1933–1938. Backman blev riddare av Svärdsorden 1915, av Carl XIII:s orden 1938 och av Nordstjärneorden 1940. Han är begravd på Romfartuna gamla kyrkogård.